# Романов, Владимир Кириллович
Влади́мир Кири́ллович Рома́нов (17 (30) августа 1917, Борго, Нюландская губерния, Великое княжество Финляндское — 21 апреля 1992, Майами, штат Флорида, США) — общественно-политический деятель русской эмиграции, третий ребёнок и единственный сын великого князя Кирилла Владимировича, в 1924 году провозгласившего себя Императором Всероссийским, и великой княгини Виктории Фёдоровны (урождённой принцессы Саксен-Кобург-Готской, Великобританской и Ирландской). С 1917 года князь императорской крови, но объявлен таковым не был в связи с бездействием монархических институтов России, в 1924 году получил от отца титул великого князя, а с 1938 года являлся претендентом на российский престол и главой Российского императорского дома.

## Биография

### Происхождение
Родился в Финляндии, где в то время жили его родители; согласно законам Российской империи, с момента рождения, как и его старшие сёстры, он имел титул князя императорской крови с титулом «Его Высочество Князь», будучи правнуком ранее царствовавшего императора Александра II (хотя и не был объявлен таковым в силу бездействия монархических институтов на тот момент), причём стал последним в истории, кто получил этот титул. В 1924 году провозгласивший себя императором его отец присвоил 13 сентября Владимиру титул «Его Императорское Высочество Государь Наследник Цесаревич и Великий Князь» (но некоторые из членов дома Романовых не признавали за ним права на использование такого титула).
После смерти отца, 12 октября 1938 года, в возрасте 21 года принял титул великого князя и был признан главой Российского императорского дома шестью великими князьями и князьями крови императорской, стоящими за ним в порядке династического старшинства, большинством царствующих домов Европы. Впоследствии члены дома Романовых критически отнеслись к провозглашению им его наследницей единственной дочери, Марии Владимировны.
В 1939 году остался единственным Романовым, не вступившим в морганатический брак.
Жил на вилле «Кер Аргонид», построенной родителями, в городе Сэн-Бриак в Бретонском департаменте Иль и Вилен на западе Франции. Из-за начавшейся Второй мировой войны не успел окончить курса в Лондонском университете, но получил всестороннее частное образование, а кроме того прошёл курсы Генерального штаба. Помимо русского, свободно владел английским, французским, испанским и немецким языками.
В отличие от отца, не провозглашал себя императором, до конца жизни используя титул «Его Императорское Высочество Государь Великий Князь», однако в кругах своих сторонников известен как «Император de jure Владимир III».

### Вторая мировая война
Незадолго до начала Второй мировой войны, в 1938 году, Владимир Кириллович Романов отвергал предположения, что он мог бы стать «регентом Украины», не желая отторгать Украину от общей страны, которую он всё ещё считал Российской империей. Такие предположения возникали в среде русской эмиграции в Париже, которая надеялась, что нацистская Германия поможет возвести на престол великого князя Владимира, как Правителя Украины в изгнании, и тем самым ослабить Советский Союз.
После начала операции «Барбаросса» немцы были заинтересованы в поддержке войны против Советского Союза со стороны бывших участников Белого движения, среди которых было немало монархистов. Поэтому предпринимались попытки склонить главного претендента на российский престол к сотрудничеству. В начале 1941 года в эмигрантской среде широко обсуждалось «воззвание» Владимира Кирилловича к эмигрантам, в котором тот призывал присоединиться к «крестовому походу против коммунизма-большевизма». Однако Третий рейх запретил распространение этого акта, равно как и любое иное самостоятельное проявление политической воли, под угрозой интернирования автора, а Риббентроп отдельно указал на необходимость усиления наблюдения за великокняжеской семьёй. Многие лица из окружения великого князя были впоследствии заключены в концлагеря. Историк и директор канцелярии Марии Владимировны Александр Закатов, историк Станислав Думин и поверенный в делах Российского императорского дома, адвокат Герман Юрьевич Лукьянов придерживаются мнения, что данное обращение не содержит ничего, кроме факта констатации начала войны и призыва использовать этот момент для освобождения России от большевизма. Также они отмечают, что подобные призывы Владимир Кириллович делал всегда, в том числе и в период откровенно тёплых отношений между руководством СССР и Германии.
В 1942 году Владимир Кириллович, согласно некрологу газеты New York Times, отказался поддержать воззвание к русской эмиграции и выступить в поддержку немецких войск на Востоке. Во время войны великий князь оказывал помощь советским военнопленным, которые содержались в концентрационных лагерях на острове Джерси.
В 1944 году князь добился разрешения переехать в Германию в замок Аморбах в Баварии, который принадлежал мужу его старшей сестры Марии Кирилловны — Карлу III Лейнингенскому.
В ночь со 2 на 3 мая 1945 года Владимир Кириллович прибыл в княжество Лихтенштейн, однако ему и его свите, в отличие от 1-й Русской Национальной Армии, было отказано в убежище. Затем Владимир Кириллович отправился в Испанию, где был принят генералиссимусом Франко. В дальнейшем он жил то в Испании, то во Франции.
В 1952 году Владимир Кириллович выпустил обращение к западным странам в котором, в частности, призывал их воздержаться от атомной войны против СССР и одновременно — к борьбе с коммунизмом. Тем не менее данная статья была воспринята на Западе скорее как призыв к войне с СССР.

### Последние годы
9 декабря 1969 года возложил на себя знаки ордена Св. Георгия 1-й степени в связи с 200-летием его учреждения.
По воспоминаниям Петра Колтыпина-Валловского, «он, как и Леонида Георгиевна, любил театр, особенно оперу. Он много читал и, конечно, увлекался гонками, он ведь и сам прекрасно водил машину».
Умер в апреле 1992 года, находясь с визитом в США, во Флориде, во время выступления перед американскими бизнесменами, которых призывал оказать экономическую помощь возрождающейся России.
В соответствии с завещанием его останки были доставлены в Санкт-Петербург. В Исаакиевском соборе Санкт-Петербурга его отпевал Святейший Патриарх Московский и всея Руси Алексий II как главу Российского императорского дома. Владимир Кириллович похоронен в великокняжеской усыпальнице Петропавловского собора Санкт-Петербурга.

## Вопрос о праве потомков Владимира Кирилловича на главенство в российском императорском доме
Владимир Кириллович в 1948 году женился на дочери князя Георгия Александровича Багратион-Мухранского, объявившего себя в эмиграции главой Дома Багратионов, Леониде Георгиевне Кёрби, урождённой княжне Багратион-Мухранской. Леонида Георгиевна ранее состояла в браке с богатым американцем шотландского происхождения Самнером Мором Кёрби (англ. Sumner Moore Kirby), с которым развелась в 1937 году и от которого имела дочь Элен (р. 1935).
Единственный ребёнок от брака Владимира Кирилловича и его супруги Леониды Георгиевны — Мария Владимировна — родилась 23 декабря 1953 года в Мадриде.
К концу жизни Владимира Кирилловича представителей Российского императорского дома по мужской линии, не состоявших в неравнородных, династических браках уже не оставалось. Дети же от таких браков, согласно законам Российской империи и Учреждению об Императорской фамилии, не являются членами Российского императорского дома — великими князьями и даже князьями крови императорской. Руководствуясь этим положением императорского законодательства, Владимир Кириллович объявил своей наследницей дочь Марию Владимировну как рождённую от равнородного брака. По Закону о престолонаследии (ст. 30 Основных законов), действительно, после прекращения мужских линий династии права на престол переходят в женские линии последнего царствовавшего государя. При этом, достаточно сложен вопрос о равнородности брака самого Владимира Кирилловича. Часть монархистов считает его морганатическим, поскольку таковым в 1911 году был признан другой брак княжны Татьяны Константиновны с грузинским князем Константином Багратион-Мухранским, так как в тот период не существовало акта о признании князей Багратион-Мухранских в царственном достоинстве. Это применяется в качестве аргумента о спорности прав потомства Владимира Кирилловича на главенство в Российском Императорском Доме. Согласно некоторым данным, сам Николай II придерживался противоположного мнения. Другая же часть монархистов считает брак Владимира Кирилловича равнородным, ввиду того, что при заключении в 1946 году брака испанской инфанты Мерседес с князем Ираклием Георгиевичем Багратион-Мухранским, Владимир Кириллович признал царственное достоинство князей Багратион-Мухранских как представителей Царского дома Грузии.